# John Gardner Wilkinson
Sir John Gardner Wilkinson (5. října 1797 Little Missenden, Anglie – 29. října 1875 Llandovery, Wales) byl anglický cestovatel, spisovatel a průkopník egyptologie 19. století. Často je označován za otce britské egyptologie.

## Život
Jeho otec, reverend John Wilkinson, byl amatérský nadšenec do starožitností. Oba rodiče zemřeli, když bylo Johnovi 10 let a on byl svěřen do péče poručníka. Po svých rodičích zdědil skromný příjem. V roce 1813 byl poslán do Harrow School, později v roce 1816 odešel na univerzitu v Oxfordu. Wilkinson nakonec nezískal žádný titul a kvůli špatnému zdraví se rozhodl odcestovat do Itálie. V roce 1819 se v Římě setkal s významným archeologem a sběratelem Williamem Gellem, který ho inspiroval k hlubšímu zájmu o egyptské památky a nově se rozvíjející egyptologii.

### Cesty do Egypta
Wilkinson poprvé přijel do Egypta v říjnu 1821 jako mladý muž ve věku 24 let a zůstal v zemi nepřetržitě dalších 12 let. Během svého pobytu Wilkinson navštívil prakticky všechna známá starověká egyptská naleziště, ale nejvíce ho zaujaly Théby. Usadil se v jedné z prázdných hrobek, kterou si upravil na příbytek s výhledem na Nil a chrámy v Karnaku a Luxoru. Jeho hlavním zaměřením bylo zaznamenávání nápisů a maleb, které zdobily hrobky, chrámy a památky starověkého Egypta. Pracoval nejen v oblasti kolem Théb, ale i v Beni Hasanu, Amarně a na dalších místech. Tato místa pečlivě zdokumentoval, sestavoval bohaté poznámky k architektuře, umění a hieroglyfickým nápisům. Jeho detailní pozorování položila základy pro budoucí výzkum. Wilkinsonova práce zachovala cenné informace o vládcích Nové říše. V Údolí králů zaznamenal na mapu 21 tehdy známých hrobek a vyvinul také systém jejich číslování, který se používá dodnes. Pořídil mnoho památek, které věnoval Britskému muzeu.

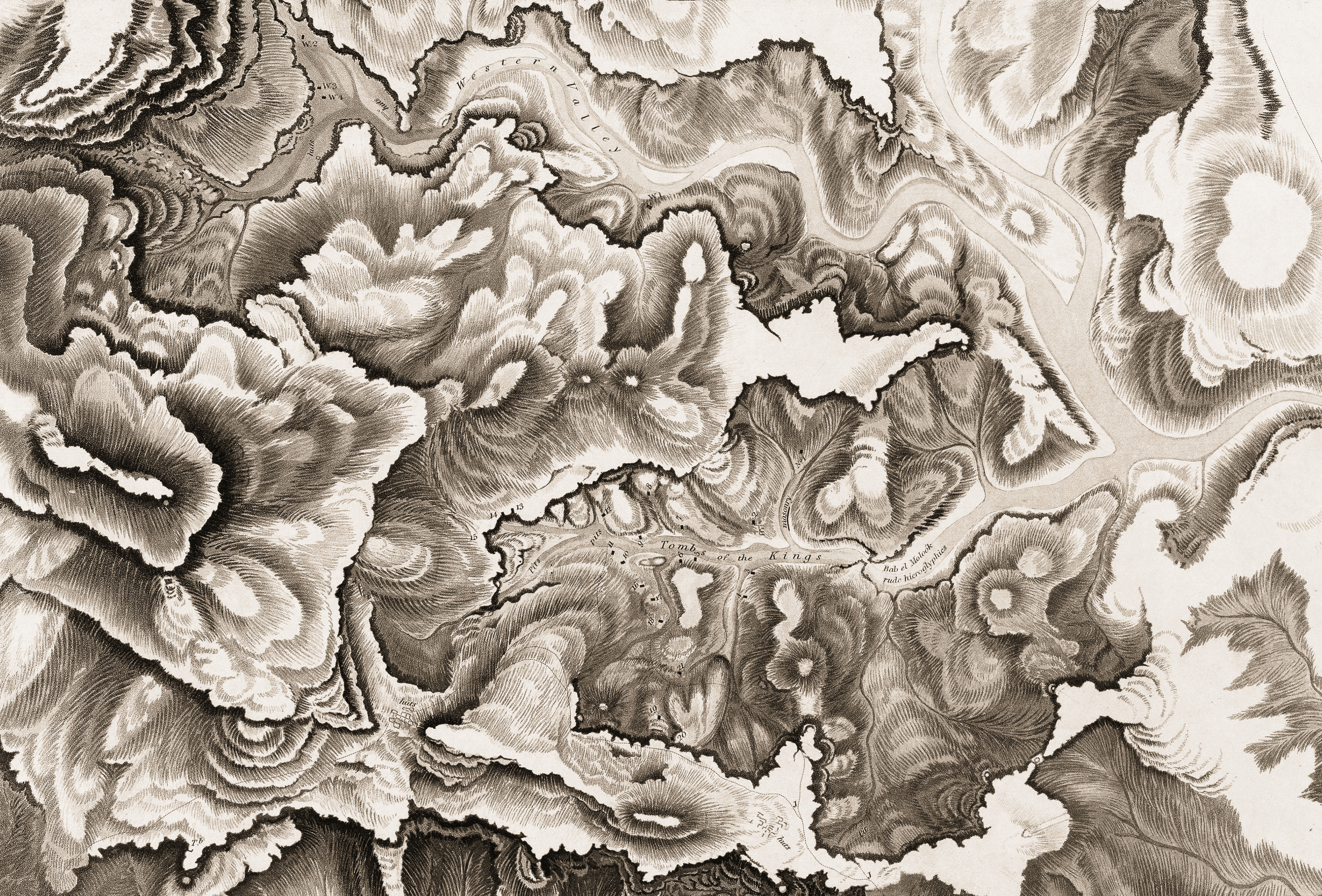
Wilkinsonův nákres s číselným označením hrobek v Údolí králů

V roce 1833 se Wilkinson vrátil do Anglie kvůli svému zdraví. Ze své dokumentace vytvořil mnoho vědeckých publikací. V roce 1835 vyšla The Topography of Thebes and General View of Egypt (Topografie Théb a celkový pohled na Egypt) obsahující komplexní informace o jednom z nejvýznamnějších měst starověkého Egypta. Wilkinsonovy podrobné popisy chrámů a hrobek v Thébách spolu s jeho komentářem ke stavu zachování různých památek učinily z této knihy cenný zdroj pro vědce i laiky zajímající se o starověký Egypt. Nejvýznamnějším a nejznámějším Wilkinsonovým dílem je Manners and Customs of the Ancient Egyptians (Způsoby a zvyky starých Egypťanů). Tento titul, který byl poprvé publikován ve třech svazcích v roce 1837 a následně ilustrován Josephem Bonomim, se stal nejlepším obecným zpracováním starověké egyptské kultury a historie pro další půlstoletí. Obsahoval širokou škálu témat, včetně náboženských praktik, zemědělských metod, společenských zvyků a rolí žen ve starověké egyptské společnosti. Uznání této publikace vyneslo Wilkinsonovi v roce 1839 rytířský titul a zajistilo mu titul prvního významného britského egyptologa. Už v roce 1834 byl zvolen do Královské společnosti.
Sir John Gardner Wilkinson se vrátil do Afriky v roce 1842, kde prováděl průzkum a mapoval okolí Natronového jezera. Během roku 1844 cestoval po Dalmácii, Černé Hoře, Bosně a Hercegovině, zpráva o jeho pozorováních byla publikována v roce 1848.

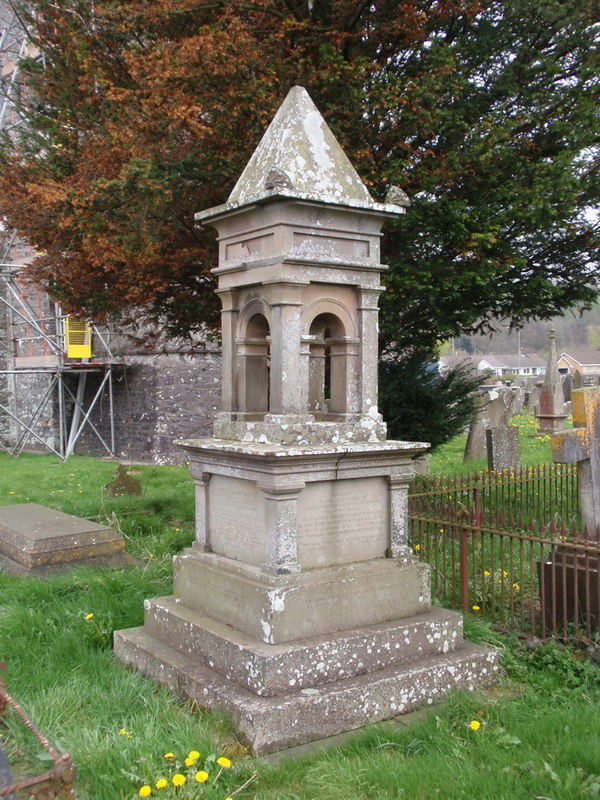
Náhrobek Johna Wilkinsona v Llandovery

Po třetí návštěvě Egypta v letech 1848 až 1849 následovala poslední návštěva Théb v roce 1855.

### Závěr života
V roce 1856, ve věku 59 let, se oženil s Caroline Catherine Lucasovou, která pracovala na editaci rukopisů svého manžela a také napsala několik vlastních knih. Od roku 1866 až do konce života žil s manželkou v Brynfieldu ve farnosti Reynoldston, Glamorgan. Wilkinson se tam věnoval svému zájmu o britské památky, napsal na toto téma několik článků.
Wilkinson zemřel v Llandovery v roce 1875. Své sbírky s propracovaným katalogem odkázal v roce 1864 své sestřenici, lady Georgianě Stanhope Lovellové, která se provdala za sira Johna Harpera Crewea v opatství Calke (nyní vlastněném National Trust). Zanechal svou vdovu ve špatné finanční tísni, ze které ji zachránila penze, o kterou Benjamin Disraeli přesvědčil královnu.
Wilkinsonovy rukopisy jsou nyní uloženy v Bodleyově knihovně v Oxfordu a tvoří neocenitelný zdroj informací. Poskytují záznam o mnoha památkách a starožitnostech, které byly poškozeny nebo zničeny krátce v průběhu času v důsledku industrializace Egypta nebo rabování. Jeho knihovna a dvě složky plánů jsou uloženy ve sbírce National Trust v opatství Calke.
Jeho náhrobek na hřbitově u kostela sv. Dingata v Llandovery je památkově chráněn.